# Portokalopita
Portokalópita (Grieks: Πορτοκαλόπιτα) is een typisch Griekse cake waarvan het hoofdingrediënt zoete sinaasappel is. Portokalópita is erg populair in Griekenland en wordt meestal als dessert bij de koffie geconsumeerd. Het woord ‘portokalopita’ is afgeleid van het Griekse woord ‘portokali’ (πορτοκάλι), wat sinaasappel betekent, en ‘pita’ (πιτα), dat verwijst naar een taart of gebak.
Het deeg is sponsachtig maar wordt gemaakt van droge stukjes filodeeg. Hier wordt een mengsel van Griekse yoghurt, ei en sinaasappelsap aan toegevoegd. Bovenop wordt een siroop van vloeibare suiker gesmeerd die is gestoofd met sinaasappels en soms op smaak wordt gebracht met vanille en/of kaneel. Idealiter wordt het de volgende dag of de dag erna geconsumeerd, wanneer de siroop volledig is opgenomen en alle smaken van de cake zijn geïntegreerd. Het mondgevoel moet luchtig en sappig zijn, waardoor het niet compact wordt.